# 西口敏司
西口 敏司（にしぐち さとし）は、日本の情報工学者。大阪工業大学情報科学部実世界情報学科教授。博士（情報学）（京都大学）。第一種情報処理技術者。電子情報通信学会メディアエクスペリエンス・バーチャル環境基礎 (MVE) 幹事。元システム制御情報学会編集委員会編集委員。Multimedia for Cooking and Eating Activities (CEA2020) プログラム委員会委員。
専門は、情報デザイン（MR/ARなど）、知能情報処理（特に画像処理/画像解析）・機械学習(ML)・ディープラーニング(DL)
。

## 経歴
1996年京都大学工学部情報工学科卒業。1998年同大学大学院工学研究科情報工学専攻修士課程修了。2001年同大学院情報学研究科知能情報学専攻博士後期課程単位取得満期退学。同大学大学院助手を経て、2004年博士（情報学）（京都大学）。2005年大阪工業大学情報科学部に着任。2008年同学部情報ネットワーク学科准教授。2021年同学部ネットワークデザイン学科教授。2025年同学部実世界情報学科教授。
主な所属学会は、電子情報通信学会、人工知能学会、システム制御情報学会、電気学会など。主な著書は「Conversational Informatics」（分担執筆、John Wiley & Sons 2007、学術書）。

## 主な研究
- 仮想試着のシステム開発の研究
- 視線推定を用いた遠隔視覚的共同注意の実現 - MR/ARの実用化に向けたコンピュータビジョン(CV)/パターン認識(PR)技術の課題と展望
- ディープラーニングによる物体検出のための三次元点群による物体形状の再構成
- コミュニケーションロボットのための物体認識手法に関する研究
- 色恒常性カメラ画像を用いた物体識別
- QOL計測とハートフルネス実践による食体験共創システム

指導する情報科学部研究室の学生チームが、ソフトウェアコンテスト2020（オージス総研主催）で優秀賞を受賞、ロボカップジャパンオープン2020＠オープンプラットフォームリーグで準優勝（チーム「OIT-Challenger」）している。